# Bodine Koehler
Bodine Koehler Peña (Amsterdam, 30 settembre 1992) è una modella portoricana, incoronata Miss Universo Porto Rico 2012.

## Biografia
Nata nei Paesi Bassi, ma cresciuta a Portorico. Bodine Koehler è di origini tedesche e dominicane. Ha rappresentato Rio grande in occasione del concorso di bellezza nazionale Miss Porto Rico 2012 che ha vinto il 7 novembre 2011.
Durante il concorso, la Koehler aveva vinto la competizione La Batalla del Bikini che le aveva garantito l'accesso automatico alle semifinali del concorso.
Grazie alla vittoria del titolo di Miss Universo Porto Rico, Bodine Koehler ha ottenuto la possibilità di rappresentare la propria nazione al concorso di bellezza internazionale Miss Universo 2012.